# Trichopteryx februalis
Trichopteryx februalis là một loài bướm đêm trong họ Geometridae.